# Terri Schneider
Terri Schneider (29 de junio de 1961) es una deportista estadounidense que compitió en triatlón. Ganó una medalla de bronce en el Campeonato Mundial de Ironman de 1990.

## Palmarés internacional
| Campeonato Mundial | Campeonato Mundial     | Campeonato Mundial | Campeonato Mundial |
| Año                | Lugar                  | Medalla            | Prueba             |
| ------------------ | ---------------------- | ------------------ | ------------------ |
| 1990               | Hawái (Estados Unidos) | Medalla de bronce  | Individual         |